# Hasinai
La confederació Hasinai (caddo: Hasíinay) fou una gran confederació de pobles amerindis dels Estats Units parlants de llengües caddo situada entre els rius Sabine i Trinity a l'est de Texas. Avui formen part de la Nació Caddo d'Oklahoma.

## Nom
Hasinai també és pronunciat Hasini. La paraula caddo táyshaʼ, que vol dir "amic," esdevingué el nom de Texas. Els primers exploradors espanyols anomenaren als hasinai Tejas. També són coneguts com a Hasini, Asenai, Asinai, Assoni, Asenay, Cenis i Sannaye.

## Govern
En el moment del contacte d'espanyols i francesos amb el hasinai en la dècada de 1680 eren un cacicatge organitzat centralitzadament sota el control d'un líder religiós conegut com el Gran Xinesi. El xinesi vivia en una casa aïllada. Es reunia amb un consell de regidors. El cacicatge hasinai va consistir en diverses sub-divisions que han estat designats "contonaments». Cada un d'aquests estava sota el control d'un Caddi. També hi havia homes designats com Canahas i chayas que ajudaven al Caddi que funcionés el sistema.

## Història
Durant el segle xvii els Hasinai comerciaren amb els jumanos en la ciutat occidental hasinai de Nabedache. Alguns consideren que els residents de Nabedache havien estat un poble diferent designats per aquest nom.

## Poblacions històriques
S'estima que el 1520 els Hasinai, els kadohadacho i natchitoches plegats sumaven al voltant de 250.000 habitants. En els propers 250 anys, la població d'aquests pobles de parla caddo va ser severament reduïda per les epidèmies de malalties portades per espanyols i francesos arribats a Amèrica i que es van estendre per les xarxes comercials indígenes.
En 1690 els hasinai sumaven un total de 10.000 persones o una mica més. Pel 1720 a conseqüència de la verola portada pels espanyols la població hasinai havia caigut a 2.000 individus.